# نمایان (موسیقی)

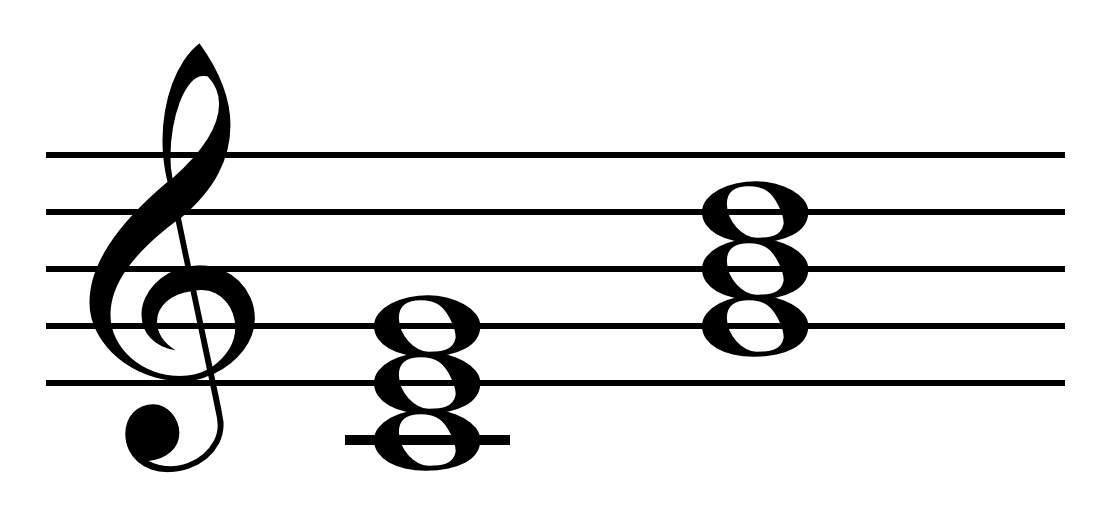
نت پایه و نمایان در گام دو. آکوردهای دو ماژور و سل ماژور.

در تئوری موسیقی، نمایان یا دومینانت (به فرانسوی: dominant) پنجمین درجه در گام دیاتونیک است.
علت نامگذاری آن به عنوان «نمایان» یا دومینانت (به معنای برجسته و نمایان) این است که در گام دیاتونیک این نت از نظر اهمیت و برجستگی آن در درجهٔ دوم پس از پایه قرار دارد.